# Plougonvelin

Plougonvelin este o comună în departamentul Finistère, Franța. În 1 ianuarie 2022 avea o populație de 4.520 de locuitori.